# Dune de Kouchibouguac Sud
La dune de Kouchibouguac Sud, plus connue sous le nom de plage Kellys, est une île canadienne située dans le comté de Kent, à l'est du Nouveau-Brunswick. Elle est bordée à l'ouest par la baie de Saint-Louis et la baie de Kouchibouguac, au sud par le goulet de Terre-Noire, à l'est par le détroit de Northumberland et au nord par le Petit Goulet. L'île est longue d'environ 7,1 kilomètres et a une superficie d'environ 1,2 km2. L'île est située dans le parc national de Kouchibouguac; administrativement, elle est comprise dans la paroisse de Carleton pour la moitié nord et dans la paroisse de Saint-Louis pour la moitié sud. La plage Kellys y est aménagée. Elle est accessible par une passerelle en bois. Elle a été reconnue comme zone importante pour la conservation des oiseaux avec les autres îles côtières du parc national.

## Oiseaux
L'île s'avère un important lieu de reproduction du pluvier siffleur.